# Irene Schouten
Irene Schouten (født 21. juni 1992) er en hollandsk kunstskøjteløber.
Hun repræsenterede Holland under Vinter-OL 2018 i Pyeongchang, hvor hun tog bronze ved fællesstarten.